# San Bernardo (kommun i Colombia, Nariño)
San Bernardo är en kommun i Colombia.   Den ligger i departementet Nariño, i den sydvästra delen av landet, 500 km sydväst om huvudstaden Bogotá. Antalet invånare är 14 261.